# Наццано
Наццано (итал. Nazzano) — коммуна в Италии, располагается в регионе Лацио, в провинции Рим.
Население составляет 1355 человек (2008 г.), плотность населения составляет 111 чел./км². Занимает площадь 12 км². Почтовый индекс — 60. Телефонный код — 0765.
Покровителем коммуны почитается святой Анфим Римский, празднование 11 мая.

## Демография
Динамика населения:

## Администрация коммуны
- Официальный сайт: https://web.archive.org/web/20100418160537/http://www.comune.nazzano.rm.it/